# Klaus Rothaupt
Klaus Rothaupt (* 4. Juni 1954 in Stuttgart) ist ein deutscher Organist.

## Leben
Rothaupt studierte Schul- und Kirchenmusik sowie Musikwissenschaften an der Musikhochschule Stuttgart. Ein zweijähriger Studienaufenthalt als Stipendiat in Paris schloss sich an. Dort hatte er Unterricht bei Marie-Claire Alain und Kenneth Gilbert. Der Abschluss erfolgte in Paris mit dem “Premier Prix à l’unanimité”. Regelmäßige Interpretations- und Improvisationskurse bei namhaften Lehrern vervollständigten seine Ausbildung.
Er war als Dozent für Orgel an der Hochschule für Kirchenmusik in Tübingen tätig und war bis zum Ruhestand Ende 2019 Bezirkskantor im evangelischen Kirchenbezirk Göppingen, Kantor der Göppinger Stadtkirche und der Oberhofenkirche, sowie Künstlerischer Leiter der Göppinger Kantorei. Klaus Rothaupt nahm an zahlreichen Rundfunkaufnahmen und CD-Einspielungen teil, als Mitglied des SWR-Sinfonieorchesters Stuttgart, der Internationalen Bachakademie Stuttgart und als Solist. Klaus Rothaupt leitete die Konzertreihe „Töne der Klassik“ in Bad Boll.
Klaus Rothaupt war Mitglied des bis 2016 bestehenden Bach-Collegiums Stuttgart.

## Familie
Rothaupt ist mit der Kirchenmusikerin Verena Rothaupt, geb. Eppler, verheiratet und hat drei Kinder.